# Cneu Cornélio Úrbico
Cneu Cornélio Úrbico (em latim: Gnaeus Cornelius Urbicus) foi um senador romano nomeado cônsul sufecto para o nundínio de setembro a dezembro de 113 com Tito Semprônio Rufo.